# Muscolo palatofaringeo
Nell'anatomia umana il  muscolo palatofaringeo o palato-faringeo, fa parte dei muscoli del palato.

## Anatomia
Il muscolo, un piccolo fascio, si ritrova sotto al muscolo palatoglosso, fra la tonsilla palatina e le fibre del muscolo elevatore del velo palatino. Occupa l'arco palatofaringeo, origina a livello dell'aponeurosi palatina e si inserisce nello scheletro fibroso della faringe.
Nella deglutizione solleva e restringe la faringe, collabora anche alla fonazione regolando la dimensione della cassa di risonanza orale.